# Light Years
Light Years är det sjunde studioalbum av australiska sångerskan Kylie Minogue. Det släpptes den 25 september 2000 av Parlophone. Det räknas alltjämt som hennes comeback-album. Hon fick sin första topplist etta i Storbritannien på över tio år med singeln "Spinning Around". Två veckor efter att ha nått andraplatsen på ARIA Charts nådde albumet toppositionen, vilket gör det Minogue första album som nådde förstapladsen i hennes hemland Australien. Det var senare certifierad fyra gånger platina av Australian Recording Industry Association (ARIA).

## Albuminformation
Kylie Minogue hade undertecknat med skivbolaget Parlophone 1999. Hon började spela in låtar till sitt sjunde album, framför allt den första singeln "Spinning Around", som blev en hit och ansågs vara hennes comeback-singel. Albumet släpptes den 22 september 2000 i Australien och Nya Zeeland och den 25 september 2000 i Storbritannien och Europa efter singeln "Spinning Around". Det inkluderar ett dolt spår, "Password", som ingår före det första spåret.
Minogue främjas albumet med den framgångsrika turnén On a Night Like This Tour, som besökte Europa och Australien. På grund av framgången med albumet och turnén var en specialutgåva släpptes. Det innehöll det ursprungliga albumet tillsammans med en andra CD med olika remixer. Den specialutgåva släpptes den 5 mars 2001.

## Singlar
"Spinning Around" släpptes i juni 2000 som albumets första singel. Det markerade Minogue återkomst till popmusik och nådde förstaplatsen i Australien och Storbritannien. "On a Night Like This" släpptes sedan i september 2000 som den andra singel och nådde förstaplatsen i Australien och andraplatsen i Storbritannien. Frisläppandet sammanföll med Minogue på Olympiska sommarspelen 2000, där hon framförde låten. Följande vecka, efter att redan ha sjunkit från topplistan, tillbaka låten till förstaplatsen i Australien.
Duetten med Robbie Williams "Kids" släpptes i oktober 2000 som den tredje singel och den andra från hans fjärde studioalbum Sing When You're Winning. Sången är skriven av Williams och Guy Chambers, och nådde nummer två i Storbritannien och nummer fem i Australien. "Please Stay" släpptes som den fjärde singeln från ljusår i december 2000 nådde nummer tio i Storbritannien och nummer femton i Australien. Minogue utfört sången på det brittiska programmet Top of the Pops.
"Your Disco Needs You" blev skriven av Williams och Chambers och släpptes av EMI Germany som en singel i januari 2001, och nådde nummer trettioett. Sången släpptes också i Australien som en begränsad upplaga singelsläpp med endast 10.000 exemplar.

## Låtlista
| Nr  | Titel                        | Kompositör                                                 | Producent             | Längd |
| --- | ---------------------------- | ---------------------------------------------------------- | --------------------- | ----- |
| 1.  | Spinning Around              | Ira Shickman, Osborne Bingham, Kara DioGuardi, Paula Abdul | Mike Spencer          | 3:27  |
| 2.  | On a Night Like This         | Steve Torch, Graham Stack, Mark Taylor, Brian Rawling      | Stack, Taylor         | 3:33  |
| 3.  | So Now Goodbye               | Kylie Minogue, Steve Anderson                              | Johnny Douglas        | 3:37  |
| 4.  | Disco Down                   | Douglas                                                    | Douglas               | 3:57  |
| 5.  | Loveboat                     | Minogue, Guy Chambers, Robbie Williams                     | Chambers, Steve Power | 4:10  |
| 6.  | Koocachoo                    | Minogue, Douglas                                           | Douglas               | 4:00  |
| 7.  | Your Disco Needs You         | Minogue, Chambers, Williams                                | Chambers, Power       | 3:33  |
| 8.  | Please Stay                  | Minogue, Richard Stannard, Julian Gallagher, John Themis   | Stannard, Gallagher   | 4:08  |
| 9.  | Bittersweet Goodbye          | Minogue, Anderson                                          | Anderson              | 4:09  |
| 10. | Butterfly                    | Minogue, Anderson                                          | Mark Picchiotti       | 3:23  |
| 11. | Under the Influence of Love  | Paul Politi, Barry Eugene White                            | Stannard, Gallagher   | 3:33  |
| 12. | I'm So High                  | Minogue, Chambers, Megan Smith                             | Chambers, Power       | 4:20  |
| 13. | Kids (feat. Robbie Williams) | Williams, Chambers                                         | Chambers, Power       | 4:08  |
| 14. | Light Years                  | Minogue, Stannard, Gallagher                               | Stannard, Gallagher   | 4:47  |

## Listplaceringar
| Lista (2000–01)                     | Högsta placering |
| ----------------------------------- | ---------------- |
| Australien (ARIA Charts)            | 1                |
| Belgien (Ultratop 50 Flandern)      | 44               |
| Nederländerna (MegaCharts)          | 71               |
| Europa (European Top 100 Albums)    | 10               |
| Finland (Finlands officiella lista) | 24               |
| Frankrike (SNEP)                    | 50               |
| Tyskland (Media Control Charts)     | 35               |
| Ungern (Mahasz)                     | 16               |
| Irland (Irish Albums Chart)         | 13               |
| Nya Zeeland (RIANZ)                 | 8                |
| Polen (ZPAV)                        | 33               |
| Schweiz (Schweizer Hitparade)       | 25               |
| Sverige (Sverigetopplistan)         | 28               |
| Storbritannien (UK Albums Chart)    | 2                |